# 矢島輝夫
矢島 輝夫（やじま てるお 1939年5月20日 - 1999年4月2日）は日本の作家、歌人。
東京駒込の会社経営者の家庭に生まれ、中野区野方に育つ。
東京都立戸山高等学校を経て1962年に早稲田大学仏文科中退後、双葉社に入社して『漫画アクション』誌の編集部に入り、小島剛夕や水木しげる、赤塚不二夫たちを担当。
のちフリーライター・フリー編集者として学研や小学館で活躍。
また吉本隆明編集『試行』の同人となり、ウィリアム・フォークナーや大江健三郎の影響下に小説を発表、芥川賞の準候補となった。
代表作に『暗き魚』『裂魂』『もうひとつの生活』などがある。
また官能小説家として名高い矢切 隆之は彼の別名である（原 卓馬名義による作品もある）。
その他、SF小説やジュニア小説の分野では北園 哲也を名乗り、オカルトの分野では阿川 宗弘を名乗るなど複数の筆名を使い分け、幅広い分野で執筆した。
『ムー』誌上にもたびたび登場し、心霊関係の著書に『生れ変りの謎』（西園寺知実との共著、学研、1985）など。
訳書にサイラス・コルター『円形舞台（ヒポドローム）』（立風書房、1977）がある。
1990年代からは短歌に傾倒し、朝日歌壇にたびたび入選した。歿後、『増補 矢島輝夫歌集』（私家版）が刊行されている。

## 著書
- 『序曲』（試行出版部） 1965
- 『裂魂』（三一書房） 1970
- 『暗き魚』（構造社） 1970
- 『受難曲』（母岩社） 1973
- 『絵とき人体ふしぎびっくり解剖』（学習研究社） 1975
- 『人体 人体びっくり解剖』（ユニコン出版、ユニコンブックス） 1975
- 『恐怖の怪談 ベスト13』（学習研究社） 1975
- 『もうひとつの生活』（泰流社） 1976
- 『子供の情景』（国文社） 1980
- 『南極物語 - 映画ストーリー』（学習研究社） 1983
- 『この結婚は救えるか』（PHP研究所） 1984
- 『阿含宗と桐山靖雄』（秋元書房） 1985
- 『生れ変りの謎』（西園寺知実共著、学習研究社） 1985

### 北園哲也名義
- 『雲の中への第一歩』（旺文社） 1975
- 『青い体験』（秋元書房） 1977
- 『小説ベイ・シティ・ローラーズ』（秋元書房） 1977
- 『小説イアンとパット』（秋元書房） 1977
- 『小説ショーン・キャシディ』（秋元書房） 1978
- 『愛と性の証明』（秋元書房） 1979
- 『女子中・高校生の愛のレポート』（秋元書房） 1979
- 『女子中・高校生の愛のカレンダー』（秋元書房） 1979
- 『この愛の絶唱』（秋元書房） 1980
- 『体験フラッシュ』（秋元書房） 1980
- 『ふしぎな転校生』（秋元書房） 1982
- 『ねじれた教室』（秋元書房） 1983
- 『ぬすまれた学園』（秋元書房） ]1983
- 『ねらわれたマイコン学園』（秋元書房） 1984
- 『テレポーテーション 驚異の瞬間移動』（田中三彦共著、学習研究社） 1985

### 阿川宗弘名義
- 『守護霊の奇跡』（学習研究社） 1984
- 『守護霊の奇跡 - 運命を切り開く霊のエネルギー』（学習研究社） 1985
- 『呪術・まじない入門』（坂名文彦との共著、学習研究社） 1985

### 矢切隆之名義
- 『なぜ「四畳半襖の下張」は名作か』（三一書房） 1995
- 『高資料と「伊東深水」秘密画集』（イーストプレス） 1997
- 『性は乱調にあり』（三一書房） 1997
- 『世紀末・性のワンダーランド』（河出文庫） 1998

## 翻訳
- 『円形舞台（ヒポドローム）』（サイラス・コルター、立風書房） 1977